# Carta Canadiense de los Derechos y las Libertades
La Carta Canadiense de los Derechos y las Libertades es la declaración de los derechos que forma parte de la constitución actual de Canadá, adoptada en 1982 por el gobierno del Primer ministro Pierre Trudeau. El nombre en el idioma inglés es Canadian Charter of Rights and Freedoms y en el idioma francés Charte canadienne des droits et libertés.

## Formato de La Carta

### Garantía de los derechos
La Carta comienza con una declaración sobre la garantía de los derechos y las libertades:
- La Carta Canadiense de los Derechos y las Libertades garantiza los derechos y libertades que se enuncian allí. No pueden ser limitados sino por una norma de derecho, en límites que sean razonables y cuya justificación pueda demostrarse en el marco de una sociedad libre y democrática.

### Libertades fundamentales
La segunda sección presenta lo que el gobierno considera ser las libertades fundamentales:
- Toda gente tiene las siguientes libertades fundamentales:
  - A) libertad de conciencia y religión
  - B) libertad de pensamiento, de creencia, de opinión y de expresión, 
incluyendo la libertad de la prensa y los otros medios de comunicación
  - C) libertad de reunión pacífica
  - D) libertad de asociación

### Derechos democráticos
La tercera sección presenta una lista de reglas con respecto a los procesos del gobierno y es titulada derechos democráticos:
- Todos ciudadanos canadienses tienen el derecho al voto y es seleccionable para las elecciones legislativas federales o provinciales
- El mandato máximo de la Cámara de Municipios en el Parlamento nacional y también de las asambleas provinciales o territoriales es de cinco años a partir de la fecha se fija para la vuelta del breves los relativos a las elecciones generales correspondientes
- El mandato de la Cámara de Municipios o el de una asamblea provincial o territorial puede ser prolongada respectivamente por el Parlamento nacional o por la legislatura en cuestión más allá de cinco años en caso de guerra, invasión o insurrección, reales o comprendidas, con tal que esta prolongación no sea objeto de una oposición expresada por las voces de más del tercio de los diputados de la Cámara de los municipios o de la asamblea
- El Parlamento y las legislaturas celebran una sesión al menos una vez cada doce meses

Hay varias secciones adicionales del documento que incluyen la información sobre otros temas importantes.